# 眾議院 (西班牙)
眾議院（西班牙語：Congreso de los Diputados）是西班牙議會的下議院。《西班牙憲法》規定眾議院的議員人數須在300至400人之間，因此西班牙眾議院的議員人數經常變化。眾議院議員的任期最長是四年。由於眾議院的議員比例是按照人口比例分配，更能代表民意，因此比起参议院，眾議院享有優勢。
截至2019年6月，女性代表人數達到165人，佔所有成員的47％，成為第一個在議會中女性超過瑞典和芬蘭的歐洲國家。

## 憲政地位

### 議會性質
“西班牙憲法”第68.1條規定，代表大會必須至少由300名代表組成，最多由400名代表組成。目前，該議會有350名代表，由1985年批准的“全民選舉制度組織法”決定。

#### 選舉制度

2016年大選各區域席次分配圖

眾議院350席中的348席由為多議席選區以採用漢狄法的名單比例代表制選出，選區劃分等同50個省。每個多議席選區至少有2席，餘下的248席依各區人口按比例分配。每張名單需要取得參選的選區超過3%總票數（包括白票）方有資格取得議席。剩下兩席由位於北非北岸的休达和梅利利亚以單議席單票制各選出一席。

#### 問題
通過這種制度，人口最少的省份代表性過高，就算只給一個席位，代表性也高於其他省分，而且席位的分配將嚴格按照每個省的人口比例分配。同樣，人口最多的省份代表人數也不夠。
雖然使用比例代表制，但眾議院的選舉制度有利於建立一個較穩固的兩黨制。這是由於不同的原因互相影響，如：
- 各省人口差距很大。儘管較小的省份人數過多，但分配給每個省的代表人數很少，往往會分配給兩個主要政黨，也就是人民黨和工人社會黨。
- 漢狄法相比其他選舉公式，比其他方式如聖拉古法或最大餘額法更有利大黨。然而，與上述因素相比，漢狄法在選舉制度的影響是有限的。
- 3％的選舉門檻在選出超過30名代表才有用，即馬德里和巴塞羅那。在其他分配席位較少的選區中，進入國會的門檻意義更大。例如，擁有3個席位的省份的障礙是25％。
- 代表國會的規模相當小（350個席位，而德國聯邦議院的席位超過600個席位），再加上上述因素，可能有利於最大黨派和不成比例的分配。

#### 授權
眾議院代表的任期在他們當選满四年後或在國會两院解散時結束，這表示眾議院可以聯同參議院解散或仅本院單獨進行。解散權屬於國王，在內閣審議並由其全權負責之後，由西班牙首相呈請至國王御前行使該權利。如果立法議案不獲通過或在組閣失敗兩個月後，眾議院也會解散;在這種情況下，國王將在的眾議院議長的副署下發佈解散議會令。在執行任務期間，代表們有相應保障和特權，以便根據“ 西班牙憲法”第97條履行職責。

### 議會機構
該議院行使憲法賦予眾議院認可的自治權，由1982年自行製定的一些規則加以規範，並配置不同的政府機構以履行相關的能力。
眾議院的管理機構是眾議院管理的機構。這些機構是議長、主席團和發言人委員會。

#### 工作機構
眾議院的工作機構分為全體會議、委員會、常設理事會和議會小組。
在全體會議是在眾議院進行，允許眾議院行使自己的選擇的自身機構。每次會議必須半數加一名成員出席會議（176位）。這個機構代表了會議的統一性，它能夠在全體會議產生作用，這些會議可以是普通會議或非常會議。

## 建築物

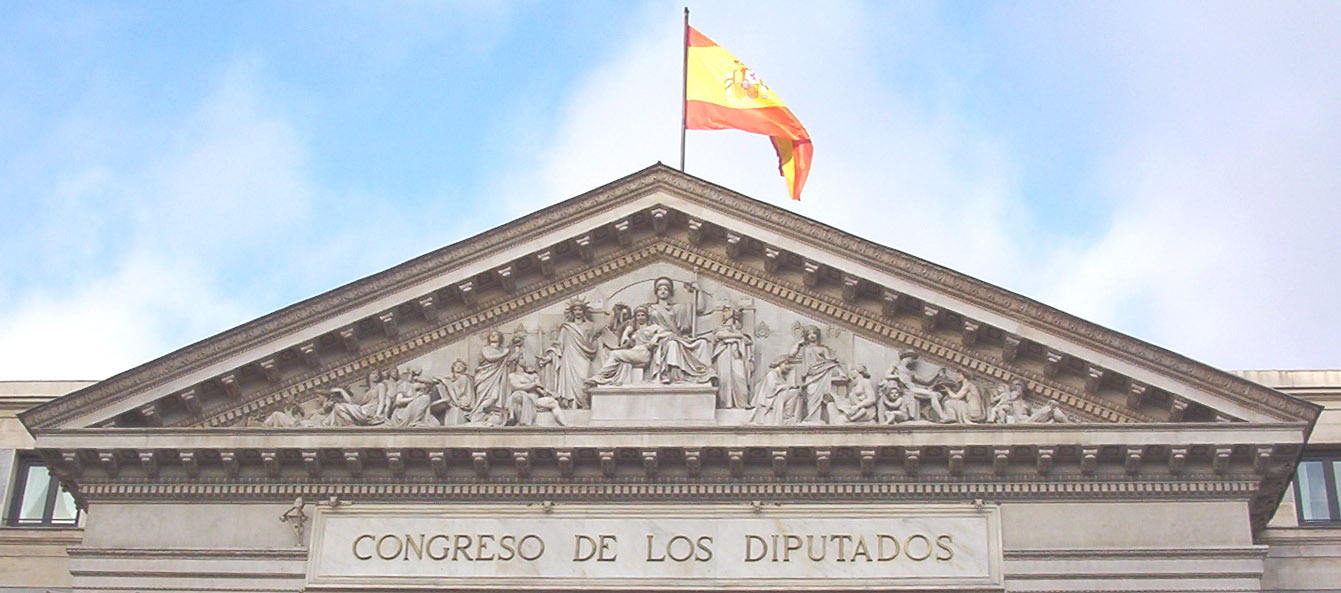
眾議院大樓

科爾特斯宮擁有新古典主義風格。它由Narciso Pascual Colomer設計，建於1843年至1850年之間。它位於馬德里的Carrera deSanJerónimo。雕塑家龐西亞諾·龐扎諾（Ponciano Ponzano）在立面上的浮雕以西班牙雕塑為中心，包括憲法國家、由一名女子摟著一個年輕女孩代表。圍繞這一對的是代表寓言與和平、科學、農業、美術、航海、工業、商業等寓言形式的數字。龐扎諾還以更加逼真的方式為建築物的通道樓梯製作了兩隻青銅獅子。

## 另見
- 西班牙眾議院院長列表
- 西班牙參議院
- 西班牙政黨列表
- 巴塞羅那 (西班牙國會選區)
- 馬德里 (眾議院選區)

## 外部連結
- 维基共享资源上的相關多媒體資源：眾議院
- Congreso de los Diputados - official website （页面存档备份，存于） (Spanish)

40°24′57″N 3°41′48″W / 40.41583°N 3.69667°W
 维基共享资源上的相關多媒體資源：眾議院